# 帕夫洛维奇角
帕夫洛维奇角（俄语：Мыс Павловича）或野吸岬（日语：／）是萨哈林岛南部托尼诺-阿尼瓦半岛的海角，属科尔萨科夫区，向西5公里是斯柳達角，向西北7.5公里是穆拉莫尔内角，向西南10公里是阿尼瓦角，向北13公里是科尔涅利角，向北23公里是葉夫斯塔菲角，向东北30公里是梅纳普齐角。